# Холодно (альбом «Танцев Минус»)
Холодно — пятый студийный альбом российской рок-группы «Танцы Минус», вышедший 4 ноября 2014 года.

## История создания
По словам Вячеслава Петкуна, группа не двигалась к новому альбому на протяжении всего периода после издания «ЭЮЯ». Работа над релизом проходила только в течение последних двух лет. Весной 2013 года был опубликован первый сингл — «Уматывай», а в октябре появился второй — «Дороги». Пластинка вышла 4 ноября 2014 года. Презентация состоялась 22 ноября в клубе «ГлавClub».

## Список песен
| №   | Название         | Длительность |
| --- | ---------------- | ------------ |
| 1.  | «Остаться между» | 3:20         |
| 2.  | «Дороги»         | 3:54         |
| 3.  | «Да нет»         | 3:21         |
| 4.  | «Холодно»        | 3:47         |
| 5.  | «Уматывай»       | 3:07         |
| 6.  | «Ладога»         | 2:56         |
| 7.  | «ОНО»            | 4:44         |
| 8.  | «Колесо»         | 3:08         |
| 9.  | «Бег»            | 4:25         |
| 10. | «Вирт»           | 3:01         |
| 11. | «Тебе о мне»     | 5:01         |
| 12. | «Надвое»         | 4:24         |
| 13. | «ННА»            | 4:18         |
| 14. | «Нахвамдис»      | 4:20         |
| 15. | «Ррыктайм»       | 3:05         |
| 16. | «P.S. Занавес»   | 1:16         |